# エティエンヌ・セール

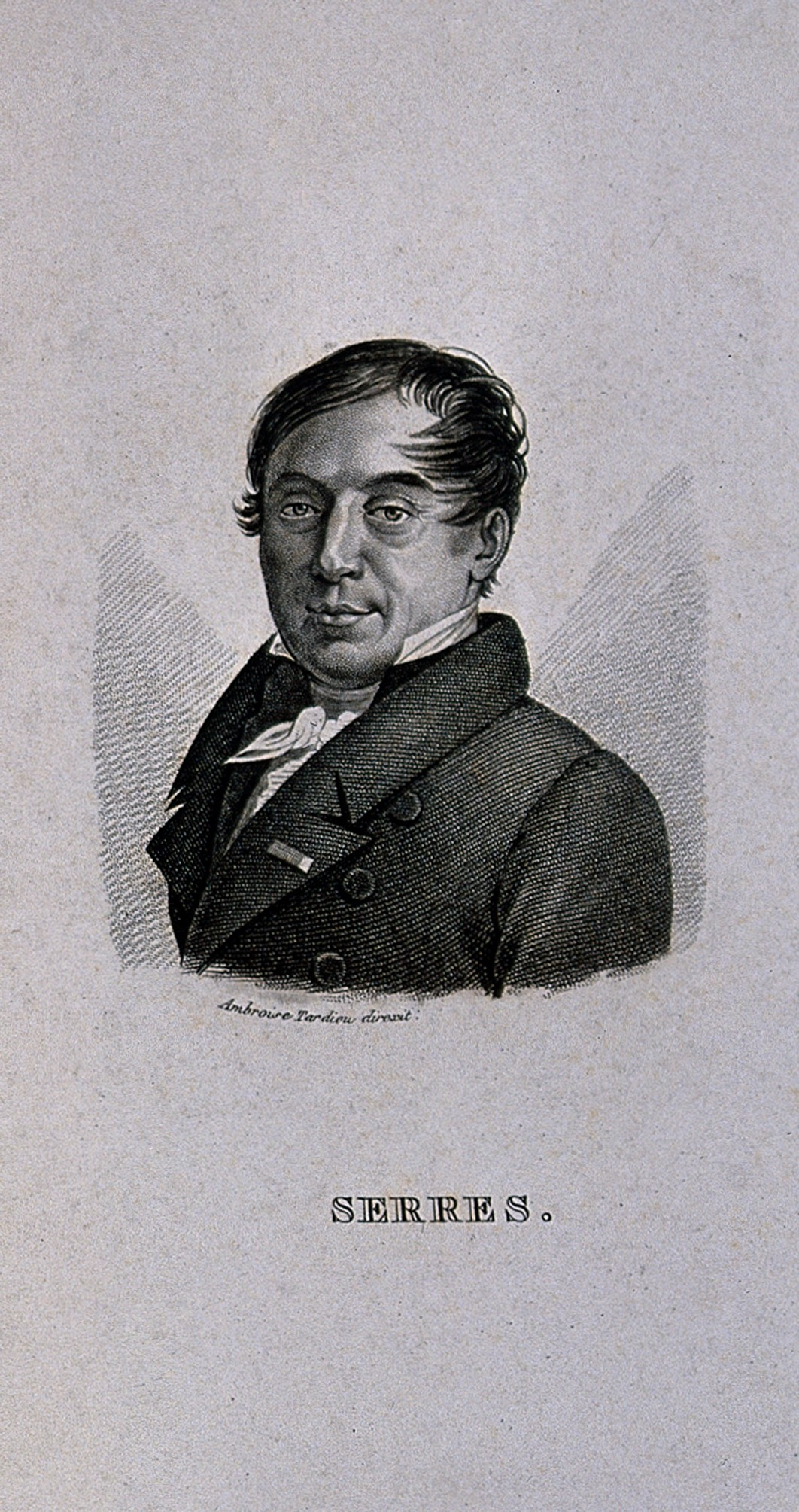
エティエンヌ・セール

エティエンヌ・セール（フランス語: Étienne Serres、1786年9月12日 - 1868年1月22日）は、フランスの医師、解剖学者、発生学者。
ドイツの解剖学者メッケル（1781年10月17日 - 1833年10月31日）とメッケル・セールの法則を提唱した。